# Huac-Huas (distrito)
Huac-Huas é um distrito do peru, departamento de Ayacucho, localizada na província de Lucanas.

## Transporte
O distrito de Huac-Huas é servido pela seguinte rodovia:
- AY-113, que liga a cidade de Llauta ao distrito  [1][2][3]